# Kiesarrondissement Antwerpen
Het kiesarrondissement Antwerpen valt samen met het administratieve arrondissement Antwerpen.

## Structuur
Het kiesarrondissement is opgesplitst in drie provinciedistricten: Antwerpen, Boom en Kapellen.
| Antwerpen        | Antwerpen        | Supranationaal         | Nationaal                         | Nationaal           | Gemeenschap         | Gewest              | Provincie           | Arrondissement  | Provinciedistrict       | Kanton          | Gemeente        | District         |
| ---------------- | ---------------- | ---------------------- | --------------------------------- | ------------------- | ------------------- | ------------------- | ------------------- | --------------- | ----------------------- | --------------- | --------------- | ---------------- |
| Administratief   | Niveau           | Europese Unie          | België                            | België              | Vlaanderen          | Vlaanderen          | Antwerpen           | Antwerpen       | Antwerpen               | Antwerpen       | 30              | 9                |
| Administratief   | Bestuur          | Europese Commissie     | Belgische regering                | Belgische regering  | Vlaamse regering    | Vlaamse regering    | Deputatie           | Deputatie       | Deputatie               | Deputatie       | Gemeentebestuur | Districtscollege |
| Administratief   | Raad             | Europees Parlement     | Kamer van volksvertegenwoordigers | Vlaams Parlement    | Vlaams Parlement    | Vlaams Parlement    | Provincieraad       | Provincieraad   | Provincieraad           | Provincieraad   | Gemeenteraad    | Districtsraad    |
| Kiesomschrijving | Kiesomschrijving | Nederlands Kiescollege | Kieskring Antwerpen               | Kieskring Antwerpen | Kieskring Antwerpen | Kieskring Antwerpen | Kieskring Antwerpen | Antwerpen       | Antwerpen Boom Kapellen | 6               | 30              | 9                |
| Verkiezing       | Verkiezing       | Europese               | Federale                          | Federale            | Vlaamse             | Vlaamse             | Provincieraads-     | Provincieraads- | Provincieraads-         | Provincieraads- | Gemeenteraads-  | Districtsraads-  |

## Verkiezingsresultaten

### Provincieraadsverkiezingen
Bij de provincieraadsverkiezingen van 2012 waren er voor dit kiesarrondissement 41 zetels te begeven van de 72 voor de gehele provincie Antwerpen. Voorheen waren dat er nog 48 van de 84.
| Partij of kartel    | Partij of kartel    | 1968   | 1968 | 1971   | 1971 | 1974   | 1974 | 1977   | 1977 | 1978   | 1978 | 1981   | 1981 | 1985   | 1985 | 1987   | 1987 | 1991   | 1991 | 1994   | 1994 | 2000   | 2000 |
| % Stemmen \| Zetels | % Stemmen \| Zetels | %      | 55   | %      | 55   | %      | 53   | %      | 53   | %      | 53   | %      | 53   | %      | 52   | %      | 52   | %      | 51   | %      | 48   | %      | 48   |
| ------------------- | ------------------- | ------ | ---- | ------ | ---- | ------ | ---- | ------ | ---- | ------ | ---- | ------ | ---- | ------ | ---- | ------ | ---- | ------ | ---- | ------ | ---- | ------ | ---- |
|                     | CVP                 | 28,62  | 16   | 29,50  | 17   | 33,53  | 19   | 38,44  | 21   | 38,31  | 22   | 26,82  | 16   | 28,33  | 16   | 25,48  | 14   | 19,57  | 11   | 20,31  | 11   | 17,1   | 8    |
|                     | PVV1 / VLD1         | 13,731 | 7    | 12,061 | 7    | 13,151 | 7    | 10,701 | 6    | 14,201 | 8    | 17,491 | 10   | 14,841 | 8    | 15,261 | 8    | 16,231 | 9    | 15,132 | 8    | 20,972 | 11   |
|                     | BSP1 / SP2          | 32,811 | 19   | 30,481 | 17   | 27,071 | 17   | 26,741 | 15   | 24,311 | 14   | 21,432 | 12   | 23,652 | 13   | 23,242 | 13   | 17,642 | 10   | 15,632 | 8    | 13,52  | 7    |
|                     | AMADA1 / PVDA2      | -      |      | -      |      | -      |      | 1,581  | 0    | 2,351  | 0    | 2,272  | 0    | 2,722  | 1    | 2,102  | 1    | 1,402  | 0    | 1,702  | 0    | 1,192  | 0    |
|                     | Agalev              | -      |      | -      |      | -      |      | 0,68   | 0    | 1,51   | 0    | 7,66   | 4    | 10,27  | 5    | 11,76  | 6    | 9,62   | 5    | 12,63  | 6    | 12,45  | 6    |
|                     | Vlaams Blok         | -      |      | -      |      | -      |      | -      |      | 4,03   | 2    | 4,28   | 2    | 5,30   | 2    | 8,02   | 4    | 24,19  | 13   | 21,15  | 11   | 26,96  | 14   |
|                     | VU1 / VU&ID2        | 21,161 | 12   | 23,011 | 13   | 20,961 | 11   | 19,351 | 11   | 11,121 | 6    | 15,421 | 9    | 13,281 | 7    | 12,151 | 6    | 8,361  | 3    | 5,281  | 2    | 5,232  | 2    |
|                     | KP1 / KPB2          | 3,251  | 1    | 3,461  | 1    | 3,441  | 1    | 2,262  | 0    | 3,041  | 1    | 1,851  | 0    | 0,762  | 0    | 0,782  | 0    | -      |      | -      |      | -      |      |
|                     | WOW                 | -      |      | -      |      | -      |      | -      |      | -      |      | -      |      | -      |      | -      |      | -      |      | 3,34   | 1    | 0,44   | 0    |
|                     | PATSY               | -      |      | -      |      | -      |      | -      |      | -      |      | -      |      | -      |      | -      |      | -      |      | 1,95   | 1    | -      |      |
|                     | ROSSEM              | -      |      | -      |      | -      |      | -      |      | -      |      | -      |      | -      |      | -      |      | -      |      | 0,41   | 0    | -      |      |
|                     | Anderen(*)          | 0,43   |      | 0,94   |      | 1,86   |      | 0,20   |      | 1,13   |      | 2,77   |      | 0,85   |      | 1,20   |      | 3,00   |      | 1,27   |      | 0,13   |      |
| Blanco/ongeldig     | Blanco/ongeldig     | 7,38   | 7,38 | 8,75   | 8,75 | 8,28   | 8,28 | 6,04   | 6,04 | 7,35   | 7,35 | 6,36   | 6,36 | 6,35   | 6,35 | 6,05   | 6,05 | 5,42   | 5,42 | 5,61   | 5,61 | 3,65   | 3,65 |

(*) 1968: KAGANO (0,38%), Progressisten (0,05%) / 1971: KAGANO (0,44%), BEL. Neringd. (0,27%), Brabo 72 (0,10%), Progresisten (0,07%), onafh. (0,06%) / 1974 Anderen (1,86%)
1977: KAGANO (0,20%) / 1978: RAD (0,66%), PVCM (0,23%), KAGANO (0,22%), BPP (0,02%) / 1981: RAD (2,61%), PVCM (0,08%), KAGANO (0,08%) / 1985: SAP (0,28%), RAD (0,36%), PKS (0,21%) / 1987: SAP (0,67%), NP (0,53%) / 1991: REGEBO (1,48%), BEB (0,89%), VCD/PCS (0,63%) / 1994: PROVO (0,33%), VVP (0,33%), NWP (0,33%), AOV (0,31%), PAKLEM (0,22%), BA (0,18%), UNIE (0,18%), GELD (0,07%) / 2000: EDB (0,13%)
Verkozenen 2006:
- Luc Vuylsteke de Laps (CD&V)
- Pieter Mennes (CD&V)
- Rina Van De Weyer (CD&V)
- Katrien Schryvers (CD&V)
- Daan De Veuster (CD&V)
- Ludwig Caluwé (CD&V)
- Tine Muyshondt (CD&V)
- Marc Wellens (CD&V)
- Ann Van Damme (CD&V)
- Frank Geudens (sp.a)
- Catherine Van de Heyning (sp.a)
- Maya Detiege (sp.a)
- Mimount Bousakla (sp.a)
- Mesut Yücel (sp.a)
- Rik Röttger (sp.a)
- Inga Verhaert (sp.a)

- Kathleen Van Brempt (sp.a)
- Tuur Van Wallendael (sp.a)
- Monica De Coninck (sp.a)
- Koen Helsen (VLD)
- Dirk Sterckx (VLD)
- Dirk Van Mechelen (VLD)
- Yolande Avontroodt (VLD)
- Marleen Van Ouytsel (VLD)
- Annick De Ridder (VLD)
- Inge Michielsen (VLD)
- Diederik Vandendriessche (Groen!)
- Rita Boden (Groen!)
- Tom Caals (Groen!)
- Ethel Brits (Groen!)
- Fauzaya Talhaoui (Spirit)
- Liesbeth Homans (N-VA)

- Marleen Van den Eynde (Vl.Belang)
- Freddy Van Gaever (Vl.Belang)
- Bart Van Hove (Vl.Belang)
- Steven Vollebergh (Vl.Belang)
- Marie-Rose Morel (Vl.Belang)
- Chrisje Colman (Vl.Belang)
- Walter Vochten (Vl.Belang)
- Sigrid Stroobants (Vl.Belang)
- Bruno Valkeniers (Vl.Belang)
- Filip Dewinter (Vl.Belang)
- Anke Van dermeersch (Vl.Belang)
- Anneke Luyckx (Vl.Belang)
- Anneke Vermeiren (Vl.Belang)
- Guy Eggermont (Vl.Belang)
- Hugo Coveliers (VLOTT)
- Claudine De Schepper (VLOTT)

Vervangers:
| - Ludwig Caluwé werd opgevolgd door Jos Van Den Bergh (CD&V, 3.560) - Maya Detiège werd opgevolgd door Ann Gittenaer (sp.a, 2.751) - Kathleen Van Brempt werd opgevolgd door Helmut Jaspers (sp.a, 2.530) - Mimount Bousakla werd opgevolgd door Lydia De Ridder (sp.a, 2.392) - Tuur Van Wallendael werd opgevolgd door Wendy Van Dorst (sp.a, 2.266) - Monica De Coninck werd opgevolgd door Peter Raats (sp.a, 1.998) - Fauzaya Talhaoui werd opgevolgd door Helmer Rooze (sp.a, 1.398) - Dirk Sterckx werd opgevolgd door Livia Moreau (VLD, 3.139) - Yolande Avontroodt werd opgevolgd door Sabine De Vos-Cox (VLD, 3.055) - Dirk Van Mechelen werd opgevolgd door Lode Hofmans (VLD, 2.922) - Marleen Van Ouytsel werd opgevolgd door Corry Masson (VLD, 1.698) - Annick De Ridder werd opgevolgd door Paul Frighem (VLD, 1.296) | - Diederik Vandendriessche werd opgevolgd door Ingrid Pira (Groen!, 2.933) - Ethel Brits werd opgevolgd door Sven Geysemans (Groen!, 782) - Katrien Schryvers werd opgevolgd door Gerda Van Langendonck (N-VA, 2.349) - Liesbeth Homans werd opgevolgd door Koen De Cock (N-VA, 1.496) - Marie-Rose Morel werd opgevolgd door Tessa Op De Beeck (Vl. Belang, 2.421) - Anke Van dermeersch werd opgevolgd door Jan Claessen (Vl. Belang, 2.418) - Marleen Van den Eynde werd opgevolgd door Liliane Mariën (Vl. Belang, 2.935) - Freddy Van Gaever werd opgevolgd door Jos Meeus (Vl. Belang, 2.310) - Filip Dewinter werd opgevolgd door Frank Reniers (Vl. Belang, 2.057) - Hugo Coveliers werd opgevolgd door Lidwina Van Onckelen (Vl. Belang, 1.968) - Bruno Valkeniers werd opgevolgd door Bert Deckers (Vl. Belang, 1.553) |

Verkozenen 2012:
- Wendy Weckhuysen (CD&V)
- Ludwig Caluwé (CD&V)
- Katrien Schryvers (CD&V)
- Koen De Cock (CD&V)
- Patrick Janssen (CD&V)
- Inga Verhaert (sp.a)
- Frank Geudens (sp.a)
- Fauzaya Talhaoui (sp.a)
- Monica De Coninck (sp.a)
- Sener Ugurlu (sp.a)
- Rik Röttger (sp.a)
- Livia Moreau (Open Vld)
- Koen Helsen (Open Vld)
- Yolande Avontroodt (Open Vld)

- Philippe De Backer (Open Vld)
- Diederik Vandendriessche (Groen)
- Tom Caals (Groen)
- Karin Van Hoffelen (Groen)
- Mieke Vogels (Groen)
- Kris Merckx (PVDA+)
- Zohra Othman (PVDA+)
- Katleen Van Hove (N-VA)
- Vera De Hert (N-VA)
- Kris Geysen (N-VA)
- An Vanalme (N-VA)
- Gerda Van Langendonck (N-VA)
- Iefke Hendrickx (N-VA)
- Jan Hofkens (N-VA)

- Pascale Gielen (N-VA)
- Luk Lemmens (N-VA)
- Marleen Van Hauteghem (N-VA)
- Jan Jambon (N-VA)
- Luc Bungeneers (N-VA)
- Eric Janssens (N-VA)
- Linda Verlinden (N-VA)
- Ilse Jacques (N-VA)
- Koen Palinckx (N-VA)
- Bart Van Hove (Vl.Belang)
- Filip Dewinter (Vl.Belang)
- Hilde De Lobel (Vl.Belang)
- Tim Willekens (Vl.Belang)

vervangers:
| - Katrien Schryvers werd opgevolgd door Tine Muyshondt (CD&V, 3.328) - Mieke Vogels werd opgevolgd door Loes Van Cleemput (Groen, 2.764) - Fauzaya Talhaoui werd opgevolgd door Greet van Gool (sp.a, 2.587) - Jan Hofkens werd opgevolgd door Danny Thijs (N-VA, 2.481) - Monica De Coninck werd opgevolgd door Abdelkarem Arbib (sp.a, 2.391) - Jan Jambon werd opgevolgd door Bert Corluy (N-VA, 1.510) | - Abdelkarem Arbib werd opgevolgd door Annie Bwatu Nkaya (sp.a, 1.476) - Philippe De Backer werd opgevolgd door Inge Michielsen (Open Vld, 1.432) - Hilde De Lobel werd opgevolgd door Jan Claessen (Vl. Belang, 1.343) - Zohra Othman werd opgevolgd door Nicole Naert (PVDA, 1.025) - Filip Dewinter werd opgevolgd door Steven Vollebergh (Vl. Belang, 990) |

### Vlaamse Verkiezingen
Vanaf 1995 werd het begrip kiesarrondissement ingevoerd, waarbij sommige administratieve arrondissementen werden samengevoegd. Tevens was het de eerste maal dat het Vlaams Parlement rechtstreeks verkozen werd. Voor Antwerpen viel het kiesarrondissement samen met het administratieve arrondissement, zodat in een tabel de uitslagen tot 1999 kunnen worden weergegeven. Vanaf 2003 werden de Vlaamse verkiezingen gehouden op niveau van de kieskring Antwerpen (zie daar).
| Partij of kartel    | Partij of kartel    | 1995  | 1995 | 1999  | 1999 |
| % Stemmen \| Zetels | % Stemmen \| Zetels | %     | 19   | %     | 20   |
| ------------------- | ------------------- | ----- | ---- | ----- | ---- |
|                     | CVP                 | 18,41 | 4    | 15,83 | 3    |
|                     | VLD                 | 16,29 | 4    | 19,43 | 4    |
|                     | SP                  | 18,53 | 4    | 12,26 | 2    |
|                     | VU1 / VU&ID2        | 7,271 | 1    | 8,211 | 1    |
|                     | PVDA-AE             | 1,05  |      | 1,25  |      |
|                     | AGALEV              | 10,34 | 2    | 14,00 | 3    |
|                     | Vlaams Blok         | 23,05 | 4    | 25,34 | 6    |
|                     | WOW**               | 0,22  |      | 0,63  |      |
|                     | Vivant              |       |      | 2,34  |      |
|                     | WOW**               | 1,88  |      | -     |      |
|                     | BANAAN              | 0,88  |      | -     |      |
|                     | HOERA               | 0,44  |      | -     |      |
|                     | Anderen(*)          | 1,91  |      | 0,70  |      |
| Blanco/ongeldig     | Blanco/ongeldig     | 4,75  | 4,75 | 3,96  | 3,96 |

* 1995: VVP (0,20%), BEB (0,23%), UNIE (0,19%), NWP (0,13%), D (0,11%), AOV (0,07%), WIT (0,28%), PSP (0,17%), RVM (0,11%), BEBEL (0,14%) / 1999: PNPb (0,25%), SoLiDe (0,24%), UDDU (0,21%)
** Bij de verkiezingen van 1995 waren er twee lijsten met de afkorting WOW
Verkozenen 1995:
- Wivina Demeester (CVP)
- Mia De Schamphelaere (CVP)
- Marc Van Peel (CVP)
- Herman Suykerbuyk (CVP)
- Peter De Ridder (SP)

- Tuur Van Wallendael (SP)
- Robert Voorhamme (SP)
- Kathy Lindekens (SP)
- Yolande Avontroodt (VLD)
- Ward Beysen (VLD)

- Etienne de Groot (VLD)
- Dirk Van Mechelen (VLD)
- Herman Lauwers (VU)
- Johan Malcorps (Agalev)
- Ria Van Den Heuvel (Agalev)

- Filip Dewinter (Vl.Blok)
- Marijke Dillen (Vl.Blok)
- Jan Penris (Vl.Blok)
- Miel Verrijken (Vl.Blok)

Wivina Demeester werd opgevolgd door Paul Dumez (CVP)
Verkozenen 1999:
- Ludwig Caluwé (CVP)
- Wivina Demeester (CVP)
- Bart De Smet (CVP)
- Tuur Van Wallendael (SP)
- Robert Voorhamme (SP)

- Ward Beysen (VLD)
- Julien Van Aperen (VLD)
- Dirk Van Mechelen (VLD)
- Guy Verhofstadt (VLD)
- Herman Lauwers (VU-ID)

- Johan Malcorps (Agalev)
- Ria Van Den Heuvel (Agalev)
- Jo Vermeulen (Agalev)
- Hilde De Lobel (Vl.Blok)
- Filip Dewinter (Vl.Blok)

- Marijke Dillen (Vl.Blok)
- Jan Penris (Vl.Blok)
- Marleen Van den Eynde (Vl.Blok)
- Miel Verrijken (Vl.Blok)

Miel Verrijken werd opgevolgd door Johan Van Brusselen (Vl.Blok)

Tuur Van Wallendael werd opgevolgd door Peter De Ridder (SP)

Ward Beysen werd opgevolgd door Koen Helsen (VLD)

Guy Verhofstadt werd opgevolgd door Marc Van den Abeelen (VLD)

### Federale Verkiezingen

#### Kamer van volksvertegenwoordigers
Tot en met 1991 werden voor de Federale Kamer zetels toegekend op het niveau van het arrondissement. Vanaf 1995 werd het begrip kiesarrondissement ingevoerd, waarbij sommige administratieve arrondissementen werden samengevoegd. Voor Antwerpen viel het kiesarrondissement samen met het administratieve arrondissement, zodat in een tabel de uitslagen tot 1999 kunnen worden weergegeven. Vanaf 2003 werden de federale verkiezingen gehouden op niveau van de kieskring Antwerpen (zie daar).
| Partij of kartel    | Partij of kartel             | 1900   | 1900  | 1902   | 1902 | 1904 | 1904 | 1906   | 1906 | 1908 | 1908 | 1910   | 1910 | 1912   | 1912  | 1914 | 1914 | 1919   | 1919  | 1921   | 1921  | 1925   | 1925 |
| % Stemmen \| Zetels | % Stemmen \| Zetels          | %      | 11    | %      | 13   | %    | 13   | %      | 13   | %    | 13   | %      | 13   | %      | 15    | %    | 15   | %      | 15    | %      | 15    | %      | 15   |
| ------------------- | ---------------------------- | ------ | ----- | ------ | ---- | ---- | ---- | ------ | ---- | ---- | ---- | ------ | ---- | ------ | ----- | ---- | ---- | ------ | ----- | ------ | ----- | ------ | ---- |
|                     | Kath.Partij1 / Kath.Verbond2 | 51,031 | 6     | 53,791 | 8    | -    |      | 50,701 | 7    | -    |      | 49,961 | 7    | 52,191 | 8     | -    |      | 34,881 | 5     | 28,042 | 4     | 33,232 | 5    |
|                     | LP-PL1 / CARTEL2             | 34,191 | 4     | 31,291 | 4    | -    |      | 35,511 | 5    | -    |      | 39,511 | 5    | 45,532 | 7     | -    |      | 16,951 | 3     | 20,311 | 3     | 17,551 | 3    |
|                     | BWP-POB                      | 10,40  | 1     | 10,92  | 1    | -    |      | 9,77   | 1    | -    |      | 10,08  | 1    | -      |       | -    |      | 34,34  | 6     | 35,24  | 6     | 38,81  | 6    |
|                     | Vlaamsche Front              | -      |       | -      |      | -    |      | -      |      | -    |      | -      |      | -      |       | -    |      | 5,84   | 1     | 5,87   | 1     | 7,22   | 1    |
|                     | Communist1 / KPB-PCB2        | -      |       | -      |      | -    |      | -      |      | -    |      | -      |      | -      |       | -    |      | -      |       | -      |       | 0,55   | 0    |
|                     | Cath. Diss                   | -      |       | -      |      | -    |      | -      |      | -    |      | -      |      | -      |       | -    |      |        |       | 9,13   | 1     | -      |      |
|                     | Christ dem.                  | 3,99   |       | 4,00   |      | -    |      | 0,79   |      | -    |      | -      |      | -      |       | -    |      | -      |       | -      |       | -      |      |
|                     | Anderen(*)                   | 0,39   |       | 0      |      | -    |      | 3,23   |      | -    |      | 0,46   |      | 2,28   |       | -    |      | 8,00   |       | 1,41   |       | 2,64   |      |
| Opkomst             | Opkomst                      | 91,62  | 91,62 |        |      |      |      |        |      |      |      |        |      | 96,53  | 96,53 |      |      | 83,79  | 83,79 | 89,66  | 89,66 | 88     | 88   |
| Blanco/ongeldig     | Blanco/ongeldig              |        |       |        |      |      |      |        |      |      |      | 3,36   | 3,36 | 2,06   | 2,06  |      |      |        |       | 3,82   | 3,82  |        |      |

(*) 1900: Dissident (0,24%), Fantaisist (0,15%) / 1906: Commercant (2,94%), Diss. Social (0,29%) / 1910: Onafh. (0,40%), Diss Social (0,06%) / 1912: Onafh. (2,28%)
1919: Middenstand (4,35%), RN (2,18%), SOC 2 (0,88%), anderen (0,59%) / 1921: Onafhank (1,41%) / 1925: Middenklasse (2,38%), Neutraal (0,26%)
| Partij of kartel    | Partij of kartel               | 1929   | 1929  | 1932   | 1932  | 1936   | 1936  | 1939   | 1939  | 1946   | 1946  | 1949   | 1949  | 1950   | 1950 | 1954   | 1954  | 1958   | 1958 | 1961   | 1961  | 1965   | 1965  |
| % Stemmen \| Zetels | % Stemmen \| Zetels            | %      | 15    | %      | 15    | %      | 18    | %      | 18    | %      | 18    | %      | 20    | %      | 20   | %      | 20    | %      | 20   | %      | 20    | %      | 20    |
| ------------------- | ------------------------------ | ------ | ----- | ------ | ----- | ------ | ----- | ------ | ----- | ------ | ----- | ------ | ----- | ------ | ---- | ------ | ----- | ------ | ---- | ------ | ----- | ------ | ----- |
|                     | Kath. Verbond1 / CVP-PSC2      | 34,91  | 5     | 38,91  | 7     | 31,661 | 6     | 31,621 | 6     | 47,092 | 9     | 44,562 | 9     | 52,332 | 11   | 42,192 | 9     | 46,292 | 9    | 40,492 | 8     | 33,122 | 7     |
|                     | LP-PL1 / PVV-PLP2              | 19,011 | 3     | 14,441 | 2     | 12,931 | 3     | 12,761 | 2     | 7,651  | 1     | 12,731 | 3     | 8,431  | 2    | 8,811  | 2     | 8,791  | 2    | 9,62   | 2     | 14,522 | 3     |
|                     | BWP-POB1 / SP-PS2 / BSP-PSB3   | 34,241 | 6     | 38,731 | 6     | 34,911 | 7     | 34,791 | 7     | 38,032 | 7     | 32,082 | 7     | 35,42  | 7    | 39,523 | 8     | 40,223 | 8    | 38,213 | 8     | 30,653 | 6     |
|                     | Communist1 / KPB-PCB2          | 1,081  | 0     | 1,251  | 0     | 3,081  | 0     | 1,481  | 0     | 4,522  | 1     | 4,742  | 1     | 3,362  | 0    | 2,442  | 0     | -      |      | 2,262  | 0     | 3,581  | 0     |
|                     | VC1 / CVV2 / Volksunie3        | -      |       | -      |       | -      |       | -      |       | -      |       | 3,741  | 0     | -      |      | 4,282  | 1     | 4,473  | 1    | 8,283  | 2     | 14,953 | 4     |
|                     | De Socialist                   | -      |       | -      |       | -      |       | -      |       | -      |       | -      |       | -      |      | -      |       | -      |      | -      |       | 2,91   | 0     |
|                     | Radio Antwerp                  | -      |       | -      |       | -      |       | -      |       | -      |       | -      |       | -      |      | 2,07   | 0     | -      |      | -      |       | -      |       |
|                     | FT1 / Frenssen2                | -      |       | -      |       | -      |       | 5,281  | 1     | 1,192  | 0     | -      |       | -      |      | -      |       | -      |      | -      |       | -      |       |
|                     | Vlaamsche Front1 / VNB2 / VNV3 | 8,891  | 1     | 5,101  | 0     | 5,192  | 1     | 10,263 | 2     | -      |       | -      |       | -      |      | -      |       | -      |      | -      |       | -      |       |
|                     | Rex                            | -      |       | -      |       | 6,78   | 1     | 2,39   | 0     | -      |       | -      |       | -      |      | -      |       | -      |      | -      |       | -      |       |
|                     | Volkskandidaten                | -      |       | -      |       | 3,92   | 0     | -      |       | -      |       | -      |       | -      |      | -      |       | -      |      | -      |       | -      |       |
|                     | Realist                        | -      |       | -      |       | 1,19   | 0     | -      |       | -      |       | -      |       | -      |      | -      |       | -      |      | -      |       | -      |       |
|                     | Anderen(*)                     | 1,86   |       | 1,57   |       | 0,35   |       | 0,33   |       | 1,53   |       | 2,14   |       | 0,47   |      | 0,7    |       | 0,22   |      | 2,15   |       | 0,26   |       |
| Opkomst             | Opkomst                        | 93,78  | 93,78 | 93,87  | 93,87 | 94,17  | 94,17 | 93,42  | 93,42 | 88,33  | 88,33 | 94,23  | 94,23 | 92,7   | 92,7 | 93,69  | 93,69 |        |      | 92,78  | 92,78 | 92,06  | 92,06 |
| Blanco/ongeldig     | Blanco/ongeldig                | 6,09   | 6,09  | 2,77   | 2,77  | 7,24   | 7,24  | 6,71   | 6,71  | 3,58   | 3,58  | 4,06   | 4,06  | 4,48   | 4,48 | 4,47   | 4,47  |        |      | 4,21   | 4,21  | 6,18   | 6,18  |

(*) 1929: Neutralen (1,32%), Links Dissident (0,56%) / 1932: BNB (0,09%), NBP (1,05%), Dissident Vlaams Nationaal (0,43%) / 1936: Radical (0,35%) / 1939: Liste De Keyser (0,17%), Verbist (0,09%)
1946: UDB (0,55%), MPB (0,42%), Resistants (0,33%), Middenstand (0,13%), BLI (0,1%) / 1949: Middenstand (1,71%), Cosmocraten (0,15%), PPB (0,01%), SGI (0,13%), Lumiere (0,14%)
1950: Cosmocraten (0,33%), PPB (0,14%) 1954: Middenstand (0,7%) / 1958: Onafhankelijken 0,22 / 1961: RN (0,60%), Gekavemus (0,12%), Zelfstandig (0,45%)
1965: Kaganovemus (0,17%), Afzonderlijk (0,09%)
| Partij of kartel    | Partij of kartel                      | 1968   | 1968  | 1971   | 1971  | 1974   | 1974  | 1977   | 1977  | 1978   | 1978  | 1981   | 1981  | 1985   | 1985  | 1987   | 1987  | 1991   | 1991  | 1995   | 1995  | 1999   | 1999  |
| % Stemmen \| Zetels | % Stemmen \| Zetels                   | %      | 20    | %      | 20    | %      | 20    | %      | 20    | %      | 20    | %      | 20    | %      | 20    | %      | 20    | %      | 20    | %      | 14    | %      | 14    |
| ------------------- | ------------------------------------- | ------ | ----- | ------ | ----- | ------ | ----- | ------ | ----- | ------ | ----- | ------ | ----- | ------ | ----- | ------ | ----- | ------ | ----- | ------ | ----- | ------ | ----- |
|                     | CVP-PSC1 / CVP2                       | 28,611 | 6     | 30,332 | 6     | 35,902 | 8     | 42,232 | 9     | 42,482 | 9     | 28,992 | 6     | 30,402 | 6     | 27,332 | 5     | 19,232 | 4     | 19,032 | 3     | 16,492 | 2     |
|                     | PVV-PLP1 / PVV2 / VLD3                | 14,231 | 3     | 13,072 | 3     | 12,721 | 3     | 9,872  | 2     | 13,632 | 3     | 17,752 | 4     | 14,992 | 3     | 15,532 | 3     | 15,062 | 3     | 17,343 | 3     | 20,553 | 3     |
|                     | BSP-PSB1 / BSP2 / SP3                 | 32,461 | 7     | 30,002 | 6     | 25,071 | 5     | 25,452 | 6     | 23,012 | 5     | 21,173 | 5     | 23,503 | 5     | 23,233 | 5     | 16,893 | 3     | 18,533 | 2     | 11,983 | 2     |
|                     | Volksunie1 / VU2 / VU&ID3             | 20,831 | 4     | 22,501 | 5     | 19,202 | 4     | 17,862 | 3     | 9,942  | 2     | 15,032 | 3     | 12,852 | 3     | 12,562 | 3     | 7,682  | 2     | 6,382  | 1     | 7,603  | 1     |
|                     | AMADA1 / PVDA2 / PVDA-PTB3 / PVDA-AE4 | -      |       | -      |       | 2,841  | 0     | 1,421  | 0     | 2,241  | 0     | 2,332  | 0     | 2,882  | 0     | 2,303  | 0     | 0,993  | 0     | 1,024  | 0     | 1,094  | 0     |
|                     | AGALEV                                | -      |       | -      |       | -      |       | 0,43   | 0     | 0,99   | 0     | 6,13   | 1     | 8,60   | 2     | 10,07  | 2     | 9,77   | 2     | 10,43  | 1     | 13,88  | 2     |
|                     | Vlaams Blok                           | -      |       | -      |       | -      |       | -      |       | 3,56   | 1     | 3,98   | 1     | 5,10   | 1     | 7,73   | 2     | 20,68  | 4     | 22,18  | 4     | 24,66  | 4     |
|                     | VIVANT                                | -      |       | -      |       | -      |       | -      |       | -      |       | -      |       | -      |       | -      |       | -      |       | -      |       | 2,44   | 0     |
|                     | BANAAN                                | -      |       | -      |       | -      |       | -      |       | -      |       | -      |       | -      |       | -      |       | -      |       | 1,05   | 0     | -      |       |
|                     | ROSSEM                                | -      |       | -      |       | -      |       | -      |       | -      |       | -      |       | -      |       | -      |       | 8,07   | 2     | -      |       | -      |       |
|                     | Communist1/ KP2 / KPB-PCB3 / KPB4     | 3,221  | 0     | 3,322  | 0     | 2,533  | 0     | 1,813  | 0     | 2,794  | 0     | 1,684  | 0     | 0,684  | 0     | 0,623  | 0     | -      |       | -      |       | -      |       |
|                     | RAL1 / SAP2                           | -      |       | -      |       | -      |       | 0,491  | 0     | 0,401  | 0     | 0,401  | 0     | 0,422  | 0     | 0,642  | 0     | -      |       | -      |       | -      |       |
|                     | RAD                                   | -      |       | -      |       | -      |       | -      |       | 0,52   | 0     | 2,24   | 0     | 0,58   | 0     | -      |       | -      |       | -      |       | -      |       |
|                     | Anderen(*)                            | 0,64   |       | 0,80   |       | 1,74   |       | 0,33   |       | 0,43   |       | 0,30   |       | -      |       | -      |       | 1,62   |       | 2,15   |       | 1,30   |       |
| Opkomst             | Opkomst                               | 90,59  | 90,59 | 91,89  | 91,89 | 90,69  | 90,69 | 95,46  | 95,46 | 95,24  | 95,24 | 94,50  | 94,50 | 93,51  | 93,51 | 93,39  | 93,39 | 92,84  | 92,84 | 89,49  | 89,49 | 89,25  | 89,25 |
| Blanco/ongeldig     | Blanco/ongeldig                       | 6,79   | 6,79  | 7,97   | 7,97  | 6,59   | 6,59  | 4,75   | 4,75  | 5,90   | 5,90  | 5,46   | 5,46  | 5,48   | 5,48  | 5,08   | 5,08  | 4,34   | 4,34  | 4,35   | 4,35  | 3,93   | 3,93  |

 (*) 1968: Kaganovemus (0,32%), Soc.Bew.Vl (0,18%), Z.KLEUR (0,14%), 1971: Kaganovemus (0,50%), Z.KLEUR (0,30%), 1974: Kaganov (0,32%), VFP-PFU (0,93%), PMO (0,49%), 1977: Kagano (0,16%), VFP (0,17%), VOP (0,08%), VB77 (0,04%) 1978: Kaganovemus (0,25%), PVCM (0,18%), 1981: PCPA (0,30%) / 1991: B.E.B. (0,66%), REGEBO (0,58%), VCD/PCS (0,38%) / 1995: B.E.B. (0,13%), PSP (0,51%),
AUTO (0,28%), W.I.T. (0,23%), VVP (0,21%), W.O.W. (0,20%), UNIE (0,18%), N.W.P. (0,13%), D (0,11%), RVM (0,10%), BEBEL (0,07%), 1999: W.O.W. (0,61%), SoLiDe (0,23%), PNPb (0,19%), N.P. (0,16%),
V.I.C. (0,11%)
Verkozenen 1831:
- Gérard Le Grelle

- François Ullens

- Jean Osy

- Frans Verdussen

Verkozenen 1833:
- Gérard Le Grelle

- François Ullens

- Jean Baptiste Smits

- Frans Verdussen

Verkozenen 1835:
- Gérard Le Grelle

- François Ullens

- Jean Baptiste Smits

- Frans Verdussen

Verkozenen 1837:
- Charles Rogier

- François Ullens

- Jean Baptiste Smits

- Frans Verdussen

Verkozenen 1839:
- Charles Rogier

- François Ullens

- Jean Baptiste Smits

- Edouard Cogels

Verkozenen 1841:
- Charles Rogier

- Jean Osy

- Jean Baptiste Smits

- Edouard Cogels

Verkozenen 1843:
- Charles Rogier

- Jean Osy

- Jean Baptiste Smits

- Edouard Cogels

Verkozenen 1845:
- Charles Rogier

- Jean Osy

- Laurent Veydt

- Jean Loos

Verkozenen 1847:
- Charles Rogier
- Jean Osy

- Laurent Veydt

- Jean Loos

- Edouard Cogels

Verkozenen 1848:
- Charles Rogier
- Jean Osy

- Laurent Veydt

- Jean Loos

- Hyacinthe de Baillet

Verkozenen 1850:
- Charles Rogier
- Jean Osy

- Laurent Veydt

- Jean Loos

- Hyacinthe de Baillet

Verkozenen 1852:
- Charles Rogier
- Jean Osy

- Laurent Veydt

- Jean Loos

- Hyacinthe de Baillet

Verkozenen 1854:
- Désiré Vervoort
- Jean Osy

- Laurent Veydt

- Jean Loos

- Alphonse della Faille de Leverghem

Verkozenen 1856:
- Jean Osy
- Laurent Veydt

- Jean Loos

- Désiré Vervoort

- Alphonse della Faille de Leverghem

Verkozenen 1857:
- Laurent Veydt
- Jean Loos

- Désiré Vervoort

- Charles Rogier

- Hippolyte de Boe

Verkozenen 1859:
- Emile De Gottal
- Jean Loos

- Désiré Vervoort

- Charles Rogier

- Hippolyte de Boe

Verkozenen 1861:
- Jean Loos
- Désiré Vervoort

- Charles Rogier

- Emile De Gottal

- Hippolyte de Boe

Verkozenen 1863:
- Jan De Laet
- Charles-François d'Hane de Steenhuyse

- Adolphe du Bois d'Aische

- Edouard Haÿez

- Victor Jacobs

Verkozenen 1864:
- Jan De Laet
- Charles-François d'Hane de Steenhuyse

- Adolphe du Bois d'Aische

- Edouard Haÿez

- Victor Jacobs

Verkozenen 1866:
- Jan De Laet
- Charles-François d'Hane de Steenhuyse

- Adolphe du Bois d'Aische
- Edouard Haÿez

- Victor Jacobs

- Louis Gerrits

Adolphe du Bois d'Aische werd opgevolgd door Edward Coremans
Verkozenen 1868:
- Edward Coremans
- Jan De Laet

- Charles-François d'Hane de Steenhuyse
- Louis Gerrits

- Edouard Haÿez

- Victor Jacobs

Verkozenen 1870:
- Edward Coremans
- Jan De Laet

- Charles-François d'Hane de Steenhuyse
- Louis Gerrits

- Edouard Haÿez

- Victor Jacobs

Edouard Haÿez werd opgevolgd door Eugène Meeus
Verkozenen 1874:
- Edward Coremans
- Eugène de Decker

- Jan De Laet
- Alfred Guyot

- Victor Jacobs

- Eugène Meeus

Verkozenen 1876:
- Edward Coremans
- Eugène de Decker

- Jan De Laet
- Alfred Guyot

- Victor Jacobs

- Eugène Meeus

Verkozenen 1878:
- Edward Coremans
- Eugène de Decker

- Jan De Laet
- Léopold de Wael

- Alfred Guyot
- Victor Jacobs

- Eugène Meeus

Verkozenen 1880:
- Edward Coremans
- Eugène de Decker

- Jan De Laet
- Alfred Guyot

- Victor Jacobs
- Eugène Meeus

- Edward Osy de Zegwaart

Verkozenen 1882:
- Edward Coremans
- Eugène de Decker

- Jan De Laet
- Jean-Baptiste De Winter

- Alfred Guyot
- Victor Jacobs

- Eugène Meeus
- Edward Osy de Zegwaart

Verkozenen 1884:
- Edward Coremans
- Eugène de Decker

- Jan De Laet
- Jean-Baptiste De Winter

- Alfred Guyot
- Victor Jacobs

- Eugène Meeus
- Edward Osy de Zegwaart

Verkozenen 1886:
- Edward Coremans
- Eugène de Decker

- Jan De Laet
- Jean-Baptiste De Winter

- Alfred Guyot
- Victor Jacobs

- Eugène Meeus
- Edward Osy de Zegwaart

Verkozenen 1888:
- Edward Coremans
- Eugène de Decker

- Jan De Laet
- Jean-Baptiste De Winter

- Alfred Guyot
- Victor Jacobs

- Eugène Meeus
- Edward Osy de Zegwaart

Edward Osy de Zegwaart werd opgevolgd door Jacques Van den Bemden
Verkozenen 1890:
- Edward Coremans
- Eugène de Decker

- Jan De Laet
- Jean-Baptiste De Winter

- Alfred Guyot
- Victor Jacobs

- Eugène Meeus
- Jacques Van den Bemden

Jan De Laet werd opgevolgd door Louis Van den Broeck

Victor Jacobs werd opgevolgd door Maximilien Bausart
Verkozenen 1892:
- Edouard Biart
- Edward Coremans
- Auguste Delbeke

- Maurice de Ramaix
- Jean-Baptiste De Winter
- Florimond Heuvelmans

- Julien Koch
- Eugène Meeus
- Charles Ullens de Schooten

- Jacques Van den Bemden
- Louis Van den Broeck

Verkozenen 1894:
- Edouard Biart
- Edward Coremans
- Auguste Delbeke

- Maurice de Ramaix
- Jean-Baptiste De Winter
- Florimond Heuvelmans

- Julien Koch
- Eugène Meeus
- Charles Ullens de Schooten

- Jacques Van den Bemden
- Louis Van den Broeck

Verkozenen 1896:
- Edouard Biart
- Edward Coremans
- Auguste Delbeke

- Maurice de Ramaix
- Jean-Baptiste De Winter
- Florimond Heuvelmans

- Julien Koch
- Charles Ullens de Schooten
- Jacques Van den Bemden

- Louis Van den Broeck
- Emile Van Reeth

Verkozenen 1898:
- Edouard Biart
- Edward Coremans
- Auguste Delbeke

- Maurice de Ramaix
- Jean-Baptiste De Winter
- Florimond Heuvelmans

- Julien Koch
- Charles Ullens de Schooten
- Jacques Van den Bemden

- Louis Van den Broeck
- Emile Van Reeth

Verkozenen 1900:
- Edouard Biart
- Edward Coremans
- Auguste Delbeke

- Frédéric Delvaux
- Jean-Baptiste De Winter
- Paul Segers

- Modeste Terwagne
- Georges Tonnelier
- Louis Van den Broeck

- Jan Van Rijswijck
- Jacques Verheyen

Verkozenen 1902:
- Edouard Biart
- Edward Coremans
- Auguste Delbeke
- Frédéric Delvaux

- Emmanuel de Meester
- Jean-Baptiste De Winter
- Paul Segers

- Modeste Terwagne
- Georges Tonnelier
- Louis Van den Broeck

- Emile Van Reeth
- Jan Van Rijswijck
- Jacques Verheyen

Verkozenen 1904:
- Edward Coremans
- Edouard Biart
- Auguste Delbeke
- Louis Van den Broeck

- Jean-Baptiste De Winter
- Paul Segers
- Emile Van Reeth

- Emmanuel de Meester
- Jan Van Rijswijck
- Frédéric Delvaux

- Georges Tonnelier
- Jacques Verheyen
- Modeste Terwagne

Verkozenen 1906:
- Edward Coremans
- Edouard Biart
- Auguste Delbeke
- Jean-Baptiste De Winter

- Paul Segers
- Adelfons Henderickx
- Emile Van Reeth

- Frédéric Delvaux
- Louis Franck
- Georges Tonnelier

- Leo Augusteyns
- Jacques Verheyen
- Modeste Terwagne

Verkozenen 1908:
- Edward Coremans
- Edouard Biart
- Auguste Delbeke
- Jean-Baptiste De Winter

- Paul Segers
- Adelfons Henderickx
- Emile Van Reeth

- Frédéric Delvaux
- Louis Franck
- Georges Tonnelier

- Leo Augusteyns
- Jacques Verheyen
- Modeste Terwagne

Auguste Delbeke werd opgevolgd door Emmanuel de Meester

Georges Tonnelier werd opgevolgd door Paul Vekemans
Verkozenen 1910:
- Jean-Baptiste De Winter
- Paul Segers
- Adelfons Henderickx
- Emile Van Reeth

- Frans Van Cauwelaert
- Robert de Kerchove d'Exaerde
- Emmanuel de Meester

- Frédéric Delvaux
- Louis Franck
- Jacques Verheyen

- Leo Augusteyns
- Gustave Royers
- Modeste Terwagne

Jacques Verheyen werd opgevolgd door Paul Vekemans
Verkozenen 1912:
- Jean-Baptiste De Winter
- Paul Segers
- Emile Van Reeth
- Adelfons Henderickx

- Robert de Kerchove d'Exaerde
- Alfons Van de Perre
- Frans Van Cauwelaert
- Emmanuel de Meester

- Frédéric Delvaux
- Louis Franck
- Gustave Royers
- Modeste Terwagne

- Leo Augusteyns
- Augustin De Schutter
- Edouard Pécher

Jean-Baptiste De Winter werd opgevolgd door Edmond Duysters
Verkozenen 1914:
- Paul Segers
- Emile Van Reeth
- Adelfons Henderickx
- Robert de Kerchove d'Exaerde

- Alfons Van de Perre
- Frans Van Cauwelaert
- Emmanuel de Meester
- Edmond Duysters

- Frédéric Delvaux
- Louis Franck
- Gustave Royers
- Modeste Terwagne

- Leo Augusteyns
- Augustin De Schutter
- Edouard Pécher

Emile Van Reeth werd opgevolgd door Louis Vermoelen

Emmanuel de Meester werd opgevolgd door Hendrik Marck

Frédéric Delvaux werd opgevolgd door Paul Vekemans
Verkozenen 1919:
- Paul Segers (Kath.Partij)
- Frans Van Cauwelaert (Kath.Partij)
- Edmond Duysters (Kath.Partij)
- Robert de Kerchove d'Exaerde (Kath.Partij)

- Alfons Van de Perre (Kath.Partij)
- Louis Franck (Lib.Partij)
- Louis Straus (Lib.Partij)
- Gustave Royers (Lib.Partij)

- Camille Huysmans (BWP)
- Augustin De Schutter (BWP)
- Willem Eekelers (BWP)
- Augustin De Bruyne (BWP)

- Urbain Jamar (BWP)
- Joseph Verlinden (BWP)
- Adiel Debeuckelaere (Vlaamsche Front)

Alfons Van de Perre werd opgevolgd door Hendrik Marck (Kath.Partij)

Urbain Jamar werd opgevolgd door Jan-Baptist Samyn (BWP)
Verkozenen 1921:
- Robert de Kerchove d'Exaerde (Kath.)
- Frans Van Cauwelaert (Kath.)
- Hendrik Marck (Kath.)
- Hubert Mampaey (Kath.)

- Louis Franck (Lib.Partij)
- Louis Straus (Lib.Partij)
- Edouard Pécher (Lib.Partij)
- Camille Huysmans (BWP)

- Willem Eekelers (BWP)
- Augustin De Schutter (BWP)
- Augustin De Bruyne (BWP)
- Jan-Baptist Samyn (BWP)

- Joseph Verlinden (BWP)
- Paul Segers (conservatief-kath.lijst)
- Hendrik Picard (Vlaamsche Front)

Verkozenen 1925:
- Frans Van Cauwelaert (Kath.)
- Robert de Kerchove d'Exaerde (Kath.)
- Hendrik Marck (Kath.)
- Hubert Mampaey (Kath.)

- Gustave Van den Broeck (Kath.)
- Louis Franck (Lib.Partij)
- Louis Straus (Lib.Partij)
- Édouard Pécher (Lib.Partij)

- Camille Huysmans (BWP)
- Willem Eekelers (BWP)
- Jan-Baptist Samyn (BWP)
- Augustin De Schutter (BWP)

- Augustin De Bruyne (BWP)
- Urbain Jamar (BWP)
- Herman Vos (Vlaamsche Front)

Louis Franck werd opgevolgd door Richard Kreglinger (Lib.Partij)

Richard Kreglinger werd opgevolgd door Paul Baelde (Lib.Partij) (aangeduid bij tussentijdse verkiezingen, de zogenaamde August Borms-verkiezing)

Louis Straus werd opgevolgd door Louis Joris (Lib.Partij)

Édouard Pécher werd opgevolgd door Louis Boeckx (Lib.Partij)

Urbain Jamar (verkiezing ongeldig verklaard wegens geen politieke rechten) werd opgevolgd door Joseph Verlinden (BWP)

Joseph Verlinden werd opgevolgd door Henri Van Eyken (BWP)
Verkozenen 1929:
- Frans Van Cauwelaert (Kath.)
- Robert de Kerchove d'Exaerde (Kath.)
- Hendrik Marck (Kath.)
- Hubert Mampaey (Kath.)

- Werner Koelman (Kath.)
- Louis Joris (Lib.Partij)
- Paul Baelde (Lib.Partij)
- Louis Boeckx (Lib.Partij)

- Camille Huysmans (BWP)
- Willem Eekelers (BWP)
- Augustin De Schutter (BWP)
- Jan-Baptist Samyn (BWP)

- Augustin De Bruyne (BWP)
- Urbain Jamar (BWP)
- Herman Vos (Vlaamsche Front)

Verkozenen 1932:
- Frans Van Cauwelaert (Kath.)
- Robert de Kerchove d'Exaerde (Kath.)
- Hendrik Marck (Kath.)
- Hubert Mampaey (Kath.)

- Werner Koelman (Kath.)
- Joseph De Hasque (Kath.)
- Leo Delwaide (Kath.)
- Louis Joris (Lib.Partij)

- Paul Baelde (Lib.Partij)
- Camille Huysmans (BWP)
- Willem Eekelers (BWP)
- Urbain Jamar (BWP)

- Jan-Baptist Samyn (BWP)
- Augustin De Schutter (BWP)
- Lode Craeybeckx (BWP)

Verkozenen 1936:
- Camille Huysmans (BWP)
- Willem Eekelers (BWP)
- Lode Craeybeckx (BWP)
- Urbain Jamar (BWP)
- Jan-Baptist Samyn (BWP)

- Augustin De Schutter (BWP)
- Jozef Van Santvoort (BWP)
- Frans Van Cauwelaert (Kath.)
- Robert de Kerchove d'Exaerde (Kath.)
- Hendrik Marck (Kath.)

- Leo Delwaide (Kath.)
- Hubert Mampaey (Kath.)
- Werner Koelman (Kath.)
- Louis Joris (Lib.Partij)

- Willem Janssens (Lib.Partij)
- Louis Boeckx (Lib.Partij)
- Luc Hertoghe (Rex)
- Hendrik Borginon(VNV)

Luc Hertoghe werd opgevolgd door Carolus Convent (Rex)
Verkozenen 1939:
- Frans Van Cauwelaert (Kath.Blok)
- Hendrik Marck (Kath.Blok)
- Leo Delwaide (Kath.Blok)
- Hubert Mampaey (Kath.Blok)
- Robert de Kerchove d'Exaerde (Kath.Blok)

- Werner Koelman (Kath.Blok)
- Camille Huysmans (BWP)
- Willem Eekelers (BWP)
- Lode Craeybeckx (BWP)
- Urbain Jamar (BWP)

- Jan-Baptist Samyn (BWP)
- Augustin De Schutter (BWP)
- Jozef Van Santvoort (BWP)
- Louis Joris (Lib.Partij)

- Robert Godding (Lib.Partij)
- Flor Grammens (VNV)
- Jan Timmermans (VNV)
- Leo Frenssen (FTP)

Urbain Jamar werd opgevolgd door Franciscus Longville (BWP)

Robert Godding werd opgevolgd door Louis Boeckx (Lib.Partij)
Verkozenen 1946:
- Frans Van Cauwelaert (CVP)
- Hendrik Marck (CVP)
- Leo Scheere (CVP)
- Georges Loos (CVP)
- François-Xavier van der Straten-Waillet (CVP)

- Albert Verlackt (CVP)
- Louis Kiebooms (CVP)
- Eduard Dehandschutter (CVP)
- André Vaes (CVP)
- Camille Huysmans (BSP)

- Lode Craeybeckx (BSP)
- Willem Eekelers (BSP)
- Jan-Baptist Samyn (BSP)
- Frans Detiège (BSP)

- Louis Major (BSP)
- Jos Van Eynde (BSP)
- Félix Van den Bergh (KPB)
- Louis Joris (Lib.Partij)

Verkozenen 1949:
- Leo Delwaide (CVP)
- Frans Van Cauwelaert (CVP)
- Hendrik Marck (CVP)
- François Xavier van der Straten-Waillet (CVP)
- Leo Scheere (CVP)
- Georges Loos (CVP)

- Louis Kiebooms (CVP)
- Albert Verlackt (CVP)
- Antoon Fimmers (CVP)
- Camille Huysmans (BSP)
- Lode Craeybeckx (BSP)

- Willem Eekelers (BSP)
- Louis Major (BSP)
- Frans Detiège (BSP)
- Mathilde Schroyens (BSP)
- Jos Van Eynde (BSP)

- Louis Joris (Lib.Partij)
- Willy Koninckx (Lib.Partij)
- Guillaume Lagrange (Lib.Partij)
- Frans Van den Branden (KPB)

Verkozenen 1950:
- Leo Delwaide (CVP)
- Frans Van Cauwelaert (CVP)
- Hendrik Marck (CVP)
- Leo Scheere (CVP)
- Georges Loos (CVP)
- François-Xavier van der Straten-Waillet (CVP)

- Louis Kiebooms (CVP)
- Albert Verlackt (CVP)
- Antoon Fimmers (CVP)
- Eduard Dehandschutter (CVP)
- Maria-Theresia de Moor-Van Sina (CVP)

- Camille Huysmans (BSP)
- Lode Craeybeckx (BSP)
- Willem Eekelers (BSP)
- Louis Major (BSP)
- Frans Detiège (BSP)

- Mathilde Schroyens (BSP)
- Jos Van Eynde (BSP)
- Louis Joris (Lib.Partij)
- Willy Koninckx (Lib.Partij)

François-Xavier van der Straten-Waillet werd opgevolgd door Josse Mertens de Wilmars (CVP)
Verkozenen 1954:
- Frans Van Cauwelaert (CVP)
- Leo Delwaide (CVP)
- Hendrik Marck (CVP)
- Georges Loos (CVP)
- Maria-Theresia de Moor-Van Sina (CVP)

- Albert Verlackt (CVP)
- Louis Kiebooms (CVP)
- Antoon Fimmers (CVP)
- Eduard Dehandschutter (CVP)
- Herman Wagemans (CVV)

- Louis Major (BSP)
- Lode Craeybeckx (BSP)
- Mathilde Schroyens (BSP)
- Frans Detiège (BSP)
- Jos Van Eynde (BSP)

- Jozef Van Cleemput (BSP)
- Louis Rombaut (BSP)
- Camille Huysmans (BSP)
- Louis Joris (Lib.Partij)
- Frans Grootjans (Lib.Partij)

Hendrik Marck werd opgevolgd door Josse Mertens de Wilmars (CVP)
Verkozenen 1958:
- Frans Van Cauwelaert (CVP)
- Leo Delwaide (CVP)
- Albert Verlackt (CVP)
- Georges Loos (CVP)
- Maria-Theresia de Moor-Van Sina (CVP)

- Jozef Posson (CVP)
- Louis Kiebooms (CVP)
- Eduard Dehandschutter (CVP)
- Antoon Fimmers (CVP)
- Frans Van der Elst (Volksunie)

- Louis Major (BSP)
- Jos Van Eynde (BSP)
- Mathilde Schroyens (BSP)
- Lode Craeybeckx (BSP)
- Frans Detiège (BSP)

- Jozef Van Cleemput (BSP)
- Frans Christiaenssens (BSP)
- Camille Huysmans (BSP)
- Frans Grootjans (Lib.Partij)
- Ferdinand Boey(Lib.Partij)

Albert Verlackt werd opgevolgd door Josse Mertens de Wilmars (CVP)
Verkozenen 1961:
- Frans Van Cauwelaert (CVP)
- Leo Delwaide (CVP)
- Jozef Posson (CVP)
- Georges Loos (CVP)
- Antoon Fimmers (CVP)

- Karel Blanckaert (CVP)
- Louis Kiebooms (CVP)
- Maria Verlackt-Gevaert (CVP)
- Camille Huysmans BSP)
- Louis Major (BSP)

- Jos Van Eynde (BSP)
- Frans Detiège (BSP)
- Lode Craeybeckx (BSP)
- Mathilde Schroyens (BSP)
- Frans Christiaenssens (BSP)

- Jozef Van Cleemput (BSP)
- Frans Grootjans (PVV)
- Ferdinand Boey (PVV)
- Frans Van der Elst (Volksunie)
- Reimond Mattheyssens (Volksunie)

Frans Van Cauwelaert werd opgevolgd door Leo Tindemans (CVP)
Verkozenen 1965:
- Leo Delwaide (CVP)
- Jozef Posson (CVP)
- Leo Tindemans (CVP)
- Maria Verlackt-Gevaert (CVP)
- Louis Kiebooms (CVP)

- Karel Blanckaert (CVP)
- Eugeen Donse (CVP)
- Louis Major (BSP)
- Jos Van Eynde (BSP)
- Mathilde Schroyens (BSP)

- Lode Craeybeckx (BSP)
- Frans Detiège (BSP)
- Frans Christiaenssens (BSP)
- Frans Grootjans (PVV)
- Ferdinand Boey (PVV)

- Georges Van Lidth de Jeude (PVV)
- Frans Van der Elst (Volksunie)
- Reimond Mattheyssens (Volksunie)
- Hugo Schiltz (Volksunie)
- Hector Goemans (Volksunie)

Verkozenen 1968:
- Leo Tindemans (CVP)
- Jozef Posson (CVP)
- Maria Verlackt-Gevaert (CVP)
- Karel Blanckaert (CVP)
- Herman Suykerbuyk (CVP)

- Raymond Derine (CVP)
- Louis Major (BSP)
- Jos Van Eynde (BSP)
- Mathilde Schroyens (BSP)
- Frans Detiège (BSP)

- Frans Christiaenssens (BSP)
- Wim Geldolf (BSP)
- Jan Mangelschots (BSP)
- Frans Grootjans (PVV)
- Ferdinand Boey (PVV)

- Georges Van Lidth de Jeude (PVV)
- Frans Van der Elst (Volksunie)
- Reimond Mattheyssens (Volksunie)
- Hugo Schiltz (Volksunie)
- Hector Goemans (Volksunie)

Raymond Derine werd opgevolgd door Frank Swaelen (CVP)
Verkozenen 1971:
- Leo Tindemans (CVP)
- Maria Verlackt-Gevaert (CVP)
- Karel Blanckaert (CVP)
- Herman Suykerbuyk (CVP)
- Frank Swaelen (CVP)

- Tijl Declercq (CVP)
- Jos Van Eynde (BSP)
- Louis Major (BSP)
- Wim Geldolf (BSP)
- Frans Detiège (BSP)

- Jan Mangelschots (BSP)
- Jos Van Elewyck (BSP)
- Frans Grootjans (PVV)
- Karel Poma (PVV)
- Georges Van Lidth de Jeude (PVV)

- Frans Van der Elst (Volksunie)
- Reimond Mattheyssens (Volksunie)
- Hugo Schiltz (Volksunie)
- Hector Goemans (Volksunie)
- André De Beul (Volksunie)

Verkozenen 1974:
- Leo Tindemans (CVP)
- Maria Verlackt-Gevaer (CVP)
- Karel Blanckaert (CVP)
- Herman Suykerbuyk (CVP)
- Frank Swaelen (CVP)

- Tijl Declercq (CVP)
- Wivina Demeester (CVP)
- Achiel Smets (CVP)
- Jos Van Eynde (BSP)
- Wim Geldolf (BSP)

- Jan Mangelschots (BSP)
- Bob Cools (BSP)
- Jos Van Elewyck (BSP)
- Frans Grootjans (PVV)
- Karel Poma (PVV)

- Jacky Buchmann (PVV)
- Hugo Schiltz (VU)
- Reimond Mattheyssens (VU)
- Hector Goemans (VU)
- André De Beul (VU)

Maria Verlackt-Gevaert werd opgevolgd door Greta Dielens (CVP)
Verkozenen 1977:
- Leo Tindemans (CVP)
- Karel Blanckaert (CVP)
- Herman Suykerbuyk (CVP)
- Frank Swaelen (CVP)
- Tijl Declercq (CVP)

- Wivina Demeester (CVP)
- Achiel Smets (CVP)
- Frans Cauwenberghs (CVP)
- Greta Dielens (CVP)
- Wim Geldolf (BSP)

- Jos Van Elewyck (BSP)
- Jan Mangelschots (BSP)
- Bob Cools (BSP)
- Leona Detiège (BSP)
- Lode Hancké (BSP)

- Frans Grootjans (PVV)
- Karel Poma (PVV)
- Hugo Schiltz (VU)
- Reimond Mattheyssens (VU)
- André De Beul (VU)

Wim Geldolf werd opgevolgd door Marcel Colla (BSP)
Verkozenen 1978:
- Leo Tindemans (CVP)
- Karel Blanckaert (CVP)
- Herman Suykerbuyk (CVP)
- Frank Swaelen (CVP)
- Tijl Declercq (CVP)

- Wivina Demeester (CVP)
- Achiel Smets (CVP)
- Frans Cauwenberghs (CVP)
- Greta Dielens (CVP)
- Jos Van Elewyck (BSP)

- Jan Mangelschots (BSP)
- Bob Cools (BSP)
- Leona Detiège (BSP)
- Lode Hancké (BSP)
- Frans Grootjans (PVV)

- Karel Poma (PVV)
- Jacky Buchmann (PVV)
- Hugo Schiltz (VU)
- André De Beul (VU)
- Karel Dillen (Vl.Blok)

Verkozenen 1981:
- Leo Tindemans (CVP)
- Karel Blanckaert (CVP)
- Herman Suykerbuyk (CVP)
- Frank Swaelen (CVP)
- Jos Ansoms (CVP)

- Wivina Demeester (CVP)
- Bob Cools (SP)
- Jan Mangelschots (SP)
- Jos Van Elewyck (SP)
- Marcel Colla (SP)

- Leona Detiège (SP)
- Frans Grootjans (PVV)
- Jacky Buchmann (PVV)
- Ward Beysen (PVV)
- Etienne de Groot (PVV)

- Hugo Schiltz (VU)
- André De Beul (VU)
- Oktaaf Meyntjens (VU)
- Karel Dillen (Vl.Blok)
- Ludo Dierickx (Agalev)

Karel Blanckaert werd opgevolgd door Baudouin Franck (CVP)

Bob Cools werd opgevolgd door Lode Hancké (SP)

Jan Mangelschots werd opgevolgd door Olga Lefeber (SP)
Verkozenen 1985:
- Leo Tindemans (CVP)
- Tijl Declercq (CVP)
- Herman Suykerbuyk (CVP)
- Jos Ansoms (CVP)
- Wivina Demeester (CVP)

- Frans Cauwenberghs (CVP)
- Marcel Colla (SP)
- Leona Detiège (SP)
- Jos Van Elewyck (SP)
- Lode Hancké (SP)

- Olga Lefeber (SP)
- Frans Grootjans (PVV)
- Ward Beysen (PVV)
- Etienne de Groot (PVV)
- Hugo Schiltz (VU)

- André De Beul (VU)
- Hugo Coveliers (VU)
- Ludo Dierickx (Agalev)
- Mieke Vogels (Agalev)
- Karel Dillen (Vl.Blok)

Karel Dillen werd opgevolgd door Gerolf Annemans (Vl.Blok)
Verkozenen 1987:
- Jos Ansoms (CVP)
- Frans Cauwenberghs (CVP)
- Wivina Demeester (CVP)
- Leo Tindemans (CVP)
- Marc Van Peel (CVP)

- Marcel Colla (SP)
- Leona Detiège (SP)
- Lode Hancké (SP)
- Olga Lefeber (SP)
- Jos Van Elewyck (SP)

- Ward Beysen (PVV)
- Etienne De Groot (PVV)
- Dirk Van Mechelen (PVV)
- Hugo Coveliers (VU)
- Herman Lauwers (VU)

- Hugo Schiltz (VU)
- Hugo Van Dienderen (Agalev)
- Mieke Vogels (Agalev)
- Gerolf Annemans (Vl.Blok)
- Filip Dewinter (Vl.Blok)

Leo Tindemans werd opgevolgd door Paul Dumez (CVP)

Jos Van Elewyck werd opgevolgd door Marcel Bartholomeeussen (SP)
Verkozenen 1991:
- Jos Ansoms (CVP)
- Frans Cauwenberghs (CVP)
- Wivina Demeester (CVP)
- Marc Van Peel (CVP)
- Marcel Colla (SP)

- Jos De Bremaeker (SP)
- Lode Hancké (SP)
- Ward Beysen (PVV)
- Etienne De Groot (PVV)
- Dirk Van Mechelen (PVV)

- Gerolf Annemans (Vl.Blok)
- Xavier Buisseret (Vl.Blok)
- Filip Dewinter (Vl.Blok)
- Marijke Dillen (Vl.Blok)
- Hugo Coveliers (VU)

- Herman Lauwers (VU)
- Hugo Van Dienderen (Agalev)
- Mieke Vogels (Agalev)
- Louis Standaert (ROSSEM)
- Jean-Pierre Van Rossem (ROSSEM)

Mieke Vogels werd opgevolgd door Peter Luyten (Agalev)
Verkozenen 1995:
- Jos Ansoms (CVP)
- Frans Cauwenberghs (CVP)
- Suzette Verhoeven (CVP)
- Fernand Huts (VLD)

- Julien Van Aperen (VLD)
- Marcel Bartholomeeussen (SP)
- Marcel Colla (SP)

- Gerolf Annemans (Vl.Blok)
- Xavier Buisseret (Vl.Blok)
- Alexandra Colen (Vl.Blok)

- Ignace Lowie (Vl.Blok)
- Alfons Borginon (VU)
- Hugo Van Dienderen (Agalev)

Marcel Colla werd opgevolgd door Bob De Richter (SP)

Xavier Buisseret werd opgevolgd door Luc Sevenhans (Vl.Blok)
Verkozenen 1999:
- Yolande Avontroodt (VLD)
- Hugo Coveliers (VLD)
- Etienne de Groot (VLD)
- Jos Ansoms (CVP)

- Marc Van Peel (CVP)
- Marcel Bartholomeeussen (SP)
- Fred Erdman (SP)
- Alfons Borginon (VU-ID)

- Eddy Boutmans (Agalev)
- Fauzaya Talhaoui (Agalev)
- Gerolf Annemans (Vl.Blok)

- Alexandra Colen (Vl.Blok)
- Luc Sevenhans (Vl.Blok)
- Guido Tastenhoye (Vl.Blok)

Etienne De Groot werd opgevolgd door Ludo Van Campenhout (VLD)

Eddy Boutmans werd opgevolgd door Leen Laenens (Agalev)

#### Senaat
Tot en met 1991 werden voor de Senaat zetels toegekend op het niveau van het arrondissement. Vanaf 1991 gebeurde dit op het niveau van het kiescollege, de uitslagen werden vanaf dan vrijgegeven op het niveau van de provincie (zie kieskring Antwerpen).
| Partij of kartel    | Partij of kartel               | 1929   | 1929  | 1932   | 1932 | 1936   | 1936  | 1939   | 1939  | 1946   | 1946 | 1949   | 1949  | 1950   | 1950  | 1954   | 1954  | 1958   | 1958  | 1961   | 1961 | 1965 | 1965 |
| % Stemmen \| Zetels | % Stemmen \| Zetels            | %      | 7     | %      | 7    | %      | 9     | %      | 9     | %      | 9    | %      | 10    | %      | 10    | %      | 10    | %      | 10    | %      | 10   | %    | 10   |
| ------------------- | ------------------------------ | ------ | ----- | ------ | ---- | ------ | ----- | ------ | ----- | ------ | ---- | ------ | ----- | ------ | ----- | ------ | ----- | ------ | ----- | ------ | ---- | ---- | ---- |
|                     | Kath. Verb.1 / CVP-PSC2        | 35,541 | 3     | 38,391 | 3    | 32,211 | 3     | 32,711 | 3     | 47,452 | 4    | 44,592 | 5     | 52,382 | 5     | 42,392 | 5     | 47,582 | 5     | 41,602 | 4    | ?2   | 4    |
|                     | LP-PL1 / PVV-PLP2              | 19,381 | 1     | 14,381 | 1    | 14,251 | 2     | 14,061 | 1     | 7,981  | 1    | 12,951 | 1     | 8,621  | 1     | 9,241  | 1     | 8,831  | 1     | 9,302  | 1    | ?2   | 1    |
|                     | BWP-POB1 / SP-PS2 / BSP-PSB3   | 35,411 | 3     | 39,131 | 3    | 38,561 | 4     | 36,791 | 4     | 38,322 | 4    | 32,252 | 4     | 35,652 | 4     | 40,07  | 4     | 40,38  | 4     | 38,623 | 4    | ?3   | 3    |
|                     | Communist1 / KPB-PCB2          | 1,251  | 0     | -      |      | -      |       | 1,611  | 0     | 4,602  | 0    | 4,732  | 0     | 3,352  | 0     | 2,352  | 0     | -      |       | 2,172  | 0    | ?2   | 0    |
|                     | VC1 / CVV2 / Volksunie3        | -      |       | -      |      | -      |       | -      |       | -      |      | 3,731  | 0     | -      |       | 4,432  | 0     | 3,213  | 0     | 7,193  | 1    | ?3   | 2    |
|                     | Vlaamsche Front1 / VNB2 / VNV3 | 8,411  | 0     | 5,081  | 0    | 5,752  | 0     | 9,193  | 1     | -      |      | -      |       | -      |       | -      |       | -      |       | -      |      | -    |      |
|                     | Rex                            | -      |       | -      |      | 6,53   | 0     | 2,64   | 0     | -      |      | -      |       | -      |       | -      |       | -      |       | -      |      | -    |      |
|                     | Anderen(*)                     | -      |       | 1,37   |      | 2,69   |       | -      |       | 1,65   |      | 1,76   |       | -      |       | 1,51   |       | -      |       | 1,12   |      | ?    |      |
| Opkomst             | Opkomst                        | 93,77  | 93,77 |        |      | 94,17  | 94,17 | 93,42  | 93,42 |        |      | 94,22  | 94,22 | 92,71  | 92,71 | 93,69  | 93,69 | 94,29  | 94,29 |        |      | ?    | ?    |
| Blanco/ongeldig     | Blanco/ongeldig                | 8,4    | 8,4   | 4,02   | 4,02 | 10,37  | 10,37 | 6,71   | 6,71  | 4,46   | 4,46 | 4,70   | 4,70  | 4,76   | 4,76  | 5,28   | 5,28  | 4,44   | 4,44  | 4,59   | 4,59 | ?    | ?    |

(*) 1932: PNB (0,93%), Cartel Nat (0,44%) / 1936: Onafh.1 (2,05%), Onafh.2 (0,64%) / 1939: Onafh.1 (0,5%), Onafh.2 (2,5%) / 1946: onafh. (1,06), UDB (0,59%) / 1949: A (1,64%), b (0,12%)
1954: A (0,8%), c (0,71%) / 1961: Onafh. (0,49%), RN (0,63%) / 1965: Kaganovemus (?)
| Partij of kartel    | Partij of kartel                       | 1968   | 1968  | 1971   | 1971  | 1974   | 1974  | 1977   | 1977 | 1978   | 1978  | 1981   | 1981  | 1985   | 1985  | 1987   | 1987  | 1991   | 1991  |
| % Stemmen \| Zetels | % Stemmen \| Zetels                    | %      | 10    | %      | 10    | %      | 10    | %      | 10   | %      | 10    | %      | 10    | %      | 10    | %      | 10    | %      | 10    |
| ------------------- | -------------------------------------- | ------ | ----- | ------ | ----- | ------ | ----- | ------ | ---- | ------ | ----- | ------ | ----- | ------ | ----- | ------ | ----- | ------ | ----- |
|                     | CVP-PSC1 / CVP2                        | 28,331 | 4     | 29,481 | 3     | 33,562 | 4     | 39,812 | 4    | 39,902 | 5     | 27,642 | 3     | 29,182 | 3     | 25,802 | 2     | 18,522 | 2     |
|                     | PVV-PLP1 / PVV2                        | 13,741 | 1     | 12,651 | 1     | 12,531 | 2     | 10,672 | 1    | 14,052 | 1     | 18,262 | 2     | 15,632 | 2     | 16,622 | 2     | 15,822 | 1     |
|                     | BSP-PSB1 / BSP2 / SP3                  | 33,381 | 3     | 31,272 | 4     | 26,451 | 3     | 26,542 | 3    | 24,402 | 3     | 22,173 | 3     | 24,423 | 3     | 24,083 | 3     | 17,653 | 2     |
|                     | Volksunie1 / VU2                       | 20,851 | 2     | 22,531 | 2     | 20,132 | 2     | 18,372 | 2    | 10,382 | 1     | 15,012 | 1     | 12,402 | 1     | 11,742 | 1     | 8,622  | 1     |
|                     | AMADA1 / AMADA-TPO2 / PVDA3/ PVDA-PTB4 | -      |       | -      |       | 2,351  | 0     | 1,482  | 0    | 2,191  | 0     | 2,133  | 0     | 2,393  | 0     | 1,843  | 0     | 0,934  | 0     |
|                     | AGALEV                                 | -      |       | -      |       | -      |       | 0,58   | 0    | 1,27   | 0     | 6,03   | 1     | 9,13   | 1     | 10,66  | 1     | 9,71   | 1     |
|                     | Vlaams Blok                            | -      |       | -      |       | -      |       | -      |      | 3,39   | 0     | 4,08   | 0     | 5,10   | 0     | 7,96   | 1     | 20,95  | 2     |
|                     | ROSSEM                                 | -      |       | -      |       | -      |       | -      |      | -      |       | -      |       | -      |       | -      |       | 6,49   | 1     |
|                     | KP1 / KPB-PCB2 / KPB3                  | 3,171  | 0     | 3,332  | 0     | 2,862  | 0     | 2,142  | 0    | 3,023  | 0     | 1,743  | 0     | 0,663  | 0     | 0,633  | 0     | -      |       |
|                     | Anderen(*)                             | 0,53   |       | 0,73   |       | 2,37   |       | 0,40   |      | 0,85   |       | 2,93   |       | 1,09   |       | 0,67   |       | 1,30   |       |
| Opkomst             | Opkomst                                | 90,59  | 90,59 | 91,88  | 91,88 | 90,69  | 90,69 | -      | -    | 95,33  | 95,33 | 94,45  | 94,45 | 93,51  | 93,51 | 93,43  | 93,43 | 92,85  | 92,85 |
| Blanco/ongeldig     | Blanco/ongeldig                        | 7,31   | 7,31  | 8,63   | 8,63  | 7,76   | 7,76  | 5,94   | 5,94 | 7,18   | 7,18  | 6,15   | 6,15  | 6,15   | 6,15  | 5,64   | 5,64  | 4,81   | 4,81  |

(*) 1968: Kaganovemus (0,53%) / 1971: Kaganovemus (0,73%) / 1974: VFP (1,14%), PMO (0,60%), Kaganovemus (0,37%) / 1977: VFP-PFU (0,24%), VOP (0,16%)
1978: RAD (0,60%), PVCM (0,25%) / 1981: RAD (2,45%), RAL (0,48%) / 1985: RAD (0,62%), SAP (0,47%) / 1987: SAP (0,67%) / 1991: BEB (0,66%), REGEBO (0,64%)
Verkozenen 1831:
- Ferdinand du Bois

- Louis de Haultepenne

Verkozenen 1835:
- Ferdinand du Bois

- Louis de Haultepenne

Verkozenen 1839:
- Joseph de Baillet

- Charles-Joseph d'Ursel

Verkozenen 1843:
- Joseph de Baillet

- Charles-Joseph d'Ursel

Verkozenen 1847:
- Joseph de Baillet

- Théodore Teichmann

Verkozenen 1848:
- Joseph de Baillet

- Edouard Cogels

Verkozenen 1851:
- Jean Michiels

- Constantin Van Havre

Constantin Van Havre werd opgevolgd door Edouard Cogels
Verkozenen 1855:
- Jean Michiels

- Edouard Cogels

Verkozenen 1859:
- Jean Michiels

- Constantin Joostens

- Gustave Van Havre

Gustave Van Havre werd opgevolgd door Jean Félix Van den Bergh

Jean Félix Van den Bergh werd opgevolgd door Jean Osy
Verkozenen 1863:
- Jean Michiels

- Constantin Joostens

- Jean Félix Van den Bergh

Jean Félix Van den Bergh werd opgevolgd door Jean Osy

Jean Osy werd opgevolgd door John Cogels
Verkozenen 1867:
- John Cogels

- Jean Félix Van den Bergh

- Eugène Van Delft

Verkozenen 1870:
- John Cogels

- Jean Félix Van den Bergh

- Eugène Van Delft

Verkozenen 1874:
- John Cogels

- Jean Félix Van den Bergh

- Eugène Van Delft

Eugène Van Delft werd opgevolgd door Edward Osy de Zegwaart
Verkozenen 1878:
- Constantin Biart

- Jean-Baptiste Everaerts

- Gustave Van Havre

- François Dhanis

François Dhanis werd opgevolgd door John Cogels
Verkozenen 1882:
- Constantin Biart

- Jean-Baptiste Everaerts

- Gustave Van Havre

- John Cogels

Verkozenen 1884:
- Athanase de Meester

- Gaston de Pret Roose de Calesberg

- Jacques Van den Bemden

- John Cogels

John Cogels werd opgevolgd door Ferdinand Le Grelle

Athanase de Meester werd opgevolgd door Jean Van Put
Verkozenen 1888:
- Ferdinand Le Grelle

- Gaston de Pret Roose de Calesberg

- Jacques Van den Bemden

- Jean Van Put

Jacques Van den Bemden werd opgevolgd door Charles della Faille de Leverghem
Verkozenen 1892:
- Ferdinand Le Grelle
- Jean Van Put

- Gaston de Pret Roose de Calesberg

- Frédégand Cogels

- Charles della Faille de Leverghem

Verkozenen 1894:
- Ferdinand Le Grelle
- Jean Van Put

- Gaston de Pret Roose de Calesberg

- Frédégand Cogels

- Charles della Faille de Leverghem

Ferdinand Le Grelle werd opgevolgd door Louis Le Clef

Jean Van Put werd opgevolgd door Raymond Steenackers
Verkozenen 1898:
- Raymond Steenackers

- Gaston de Pret Roose de Calesberg

- Frédégand Cogels

- Louis Le Clef

Verkozenen 1900:
- Raymond Steenackers (Kath.Partij)
- Louis Le Clef (Kath.Partij)

- Charles della Faille de Leverghem (Kath.Partij)

- Arthur Van Den Nest (Lib.Partij)

- Adolphe Verspreeuwen (Lib.Partij)

Verkozenen 1902:
- Arthur Van Den Nest (Lib.Partij)
- Adolphe Verspreeuwen (Lib.Partij)

- Raymond Steenackers (Kath.Partij)
- Louis Le Clef (Kath.Partij)

- Alfred de Vinck de Winnezeele (Kath.Partij)

- Maurice de Ramaix (kath)

Verkozenen 1904:
- Arthur Van Den Nest (Lib.Partij)
- Adolphe Verspreeuwen (Lib.Partij)

- Eugène Van de Walle (Lib.Partij)
- Louis Le Clef (Kath.Partij)

- Alfred de Vinck de Winnezeele (Kath.Partij)

- Maurice de Ramaix (Kath.Partij))

Verkozenen 1908:
- Arthur Van Den Nest (Lib.Partij)
- Adolphe Verspreeuwen (Lib.Partij)

- Eugène Van de Walle (Lib.Partij)
- Louis Le Clef (Kath.Partij)

- Alfred de Vinck de Winnezeele (Kath.Partij)

- Maurice de Ramaix (kath)

Adolphe Verspreeuwen werd opgevolgd door Oscar Van der Molen (Lib.Partij)
Verkozenen 1910:
- Arthur Van Den Nest (Lib.Partij)
- Oscar Van der Molen (Lib.Partij)

- Eugène Van de Walle (Lib.Partij)
- Louis Le Clef (Kath.Partij)

- Edouard Biart (Kath.Partij)

- Maurice de Ramaix (Kath.Partij)

Verkozenen 1912:
- Arthur Van Den Nest (Lib.Partij)
- Leon Van Peborgh (Lib.Partij)

- Eugène Van de Walle (Lib.Partij)
- Louis Le Clef (Kath.Partij)

- Edouard Biart (Kath.Partij)
- Julien Koch (Kath.Partij)

- Maurice de Ramaix (Kath.Partij)

Arthur Van Den Nest werd opgevolgd door Oscar Van der Molen (Lib.Partij)
Verkozenen 1914:
- Oscar Van der Molen (Lib.Partij)
- Leon Van Peborgh (Lib.Partij)

- Eugène Van de Walle (Lib.Partij)
- Louis Le Clef (Kath.Partij)

- Edouard Biart (Kath.Partij)
- Julien Koch (Kath.Partij)

- Maurice de Ramaix (Kath.Partij)

Louis Le Clef werd opgevolgd door Edgar Vercruysse (Kath.Partij)

Maurice de Ramaix werd opgevolgd door Emmanuel de Meester (Kath.Partij)

Edouard Biart werd opgevolgd door Frédégand Cogels (Kath.Partij)

Eugène Van de Walle werd opgevolgd door Constantin Callens (Lib.Partij)
Verkozenen 1919:
- Nicolaas Cupérus (Lib.Partij)
- Albert Le Jeune (Lib.Partij)

- Frédéric Spyers (BWP)
- Pierre Spillemaeckers (BWP)

- Edgar Vercruysse (Kath.Partij)
- Julien Koch (Kath.Partij)

- Frédégand Cogels (Kath.Partij)

Frédéric Spyers werd opgevolgd door Frans Wittemans (BWP) - na aanvullende verkiezingen, uitgeschreven na de ongeldigverklaring van de verkiezing van deze socialistische senator

Pierre Spillemaeckers werd opgevolgd door Arthur Brijs (Kath.Partij) - na aanvullende verkiezingen, uitgeschreven na de ongeldigverklaring van de verkiezing van deze socialistische senator

Frédégand Cogels werd opgevolgd door Emmanuel de Meester (Kath.Partij)
Verkozenen 1921:
- Gustave Royers (Lib.Partij)
- Albert Le Jeune (Lib.Partij)

- Frans Wittemans (BWP)
- Pierre Spillemaeckers (BWP)

- Edgar Vercruysse (Kath.)
- Arthur Brijs (Kath.)

- Jozef Nolf (Kath.)

Edgar Vercruysse werd opgevolgd door Emmanuel de Meester (Kath.)

Gustave Royers werd opgevolgd door François Nellens (Lib.Partij)

Arthur Brijs werd opgevolgd door Emile Dewitt (Kath.Fer)
Verkozenen 1925:
- Karel Weyler  (Lib.Partij)
- Léon Dens (Lib.Partij)

- Alphonse Ryckmans (Kath.)
- Jozef Nolf (Kath.)

- Pierre Van Berckelaer (BWP)
- Pierre Spillemaeckers (BWP)

- Jean Longville (BWP)

Verkozenen 1929:
- Alphonse Ryckmans (Kath.)
- Jozef Nolf (Kath.)

- Louis Michielsens (Kath.)
- Jean Longville (BWP)

- Pierre Van Berckelaer (BWP)
- Pierre Spillemaeckers (BWP)

- Léon Dens (Lib.Partij)

Alphonse Ryckmans werd opgevolgd door Jean-Joseph De Clercq (Kath.)

Pierre Spillemaeckers werd opgevolgd door Alfred Cools (BWP)
Verkozenen 1932:
- Jean-Joseph De Clercq (Kath.)
- Jozef Nolf (Kath.)

- Lodewijk Smits (Kath.)
- Jean Longville (BWP)

- Pierre Van Berckelaer (BWP)
- Piet Somers (BWP)

- Léon Dens (Lib.Partij)

Jozef Nolf werd opgevolgd door Emmanuel Temmerman (Kath.)

Piet Somers werd opgevolgd door Edward Van Eyndonck (BWP)
Verkozenen 1936:
- Jean-Joseph De Clercq (Kath.)
- Emmanuel Temmerman (Kath.)
- Joseph De Hasque (Kath.)

- Edward Claessens (BWP)
- Jean Longville (BWP)

- Pierre Van Berckelaer (BWP)
- Edward Van Eyndonck (BWP)

- Léon Dens (Lib.Partij)
- Robert Godding (Lib.Partij)

Pierre Van Berckelaer werd opgevolgd door Lodewijk Rombaut (BWP)
Verkozenen 1939:
- Jean-Joseph De Clercq (Kath.)
- Emmanuel Temmerman (Kath.)
- Justin Houben (Kath.)

- Edward Claessens (BWP)
- Jean Longville (BWP)

- Lodewijk Rombaut (BWP)
- Edward Van Eyndonck (BWP)

- Léon Dens (Lib.Partij)
- Lodewijk Goemans (VNV)

Léon Dens werd opgevolgd door Jean Speth (Lib.Partij)

Edward Claessens werd opgevolgd door Karel Van Damme (BWP)
Verkozenen 1946:
- Robert de Kerchove d'Exaerde (CVP)
- Maurice Verbaet (CVP)
- Jozef Jespers (CVP)

- Karel Tobback (CVP)
- Herman Vos (BSP)

- Joseph Craeybeckx (BSP)
- Edward Van Eyndonck (BSP)

- Victor De Bruyne (BSP)
- Robert Godding (Lib.Partij)

Verkozenen 1949:
- Aloïs Sledsens (CVP)
- Maurice Verbaet (CVP)
- Jozef Jespers (CVP)

- Karel Tobback (CVP)
- Joseph Clynmans (CVP)
- Herman Vos (BSP)

- Joseph Craeybeckx (BSP)
- Edward Van Eyndonck (BWP)

- Hubert Wyn (BSP)
- Albert Lilar (Lib.Partij)

Verkozenen 1950:
- Aloïs Sledsens (CVP)
- Maurice Verbaet (CVP)
- Jozef Jespers (CVP)

- Karel Tobback (CVP)
- Joseph Clynmans (CVP)
- Herman Vos (BSP)

- Joseph Craeybeckx (BSP)
- Edward Van Eyndonck (BWP)

- Hubert Wyn (BSP)
- Albert Lilar (Lib.Partij)

Herman Vos werd opgevolgd door Florent De Boey (BSP)

Edward Van Eyndonck werd opgevolgd door Gerard Somers (BSP)
Verkozenen 1954:
- Aloïs Sledsens (CVP)
- Carlos De Baeck (CVP)
- Jozef Jespers (CVP)

- Jan Van Bulck (CVP)
- Fernand Pairon (CVP)
- Victor De Bruyne (BSP)

- Joseph Craeybeckx (BSP)
- Florent De Boey (BSP)

- Hubert Wyn (BSP)
- Albert Lilar (Lib.Partij)

Florent De Boey werd opgevolgd door Frans Block (BSP)
Verkozenen 1958:
- Aloïs Sledsens (CVP)
- Carlos De Baeck (CVP)
- Jozef Jespers (CVP)

- Jan Van Bulck (CVP)
- Fernand Pairon (CVP)
- Victor De Bruyne (BSP)

- Joseph Craeybeckx (BSP)
- Roger Dekeyzer (BSP)

- Hubert Wyn (BSP)
- Albert Lilar (Lib.Partij)

Verkozenen 1961:
- Aloïs Sledsens (CVP)
- Carlos De Baeck (CVP)
- Jozef Jespers (CVP)

- Fernand Pairon (CVP)
- Victor De Bruyne (BSP)
- Frans Block (BSP)

- Roger Dekeyzer (BSP)
- Hubert Wyn (BSP)

- Albert Lilar (PVV)
- Robert Roosens (Volksunie)

Fernand Pairon werd opgevolgd door Eugeen Donse (CVP)
Verkozenen 1965:
- Aloïs Sledsens (CVP)
- Carlos De Baeck (CVP)
- Paul Akkermans (CVP)

- Jan Van Bulck (CVP)
- Maurice Dequeecker (BSP)
- Roger Dekeyzer (BSP)

- Hubert Wyn (BSP)
- Albert Lilar (PVV)

- Robert Roosens (Volksunie)
- Henricus Ballet (Volksunie)

Verkozenen 1968:
- Aloïs Sledsens (CVP)
- Frans De Groof (CVP)
- Paul Akkermans (CVP)

- Jan Van Bulck (CVP)
- Maurice Dequeecker (BSP)
- Roger Dekeyzer (BSP)

- Frans Block (BSP)
- Albert Lilar (PVV)

- Robert Roosens (Volksunie)
- Henricus Ballet (Volksunie)

Verkozenen 1971:
- Aloïs Sledsens (CVP)
- Frans Vanderborght (CVP)
- Paul Akkermans (CVP)

- Willy Calewaert (BSP)
- Maurice Dequeecker (BSP)
- John Van den Eynden (BSP)

- Jos Wijninckx (BSP)
- Ferdinand Boey (PVV)

- Robert Roosens (Volksunie)
- Hector De Bruyne (Volksunie)

Robert Roosens werd opgevolgd door Gerard Bergers (Volksunie)
Verkozenen 1974:
- Rika De Backer (CVP)
- Frans Vanderborght (CVP)
- Paul Akkermans (CVP)

- Lode Bertels (CVP)
- Willy Calewaert (BSP)
- John Van den Eynden (BSP)

- Jos Wijninckx (BSP)
- Ferdinand Boey (PVV)

- Frans Van der Elst (Volksunie)
- Hector De Bruyne (Volksunie)

Verkozenen 1977:
- Rika De Backer (CVP)
- Frans Vanderborght (CVP)
- Paul Akkermans (CVP)

- Robert Gijs (CVP)
- Willy Calewaert (BSP)
- John Van den Eynden (BSP)

- Jos Wijninckx (BSP)
- Ferdinand Boey (PVV)

- Hector Goemans (Volksunie)
- Hector De Bruyne (Volksunie)

Verkozenen 1978:
- Rika De Backer (CVP)
- Frans Vanderborght (CVP)
- Paul Akkermans (CVP)

- Jos Vangeel (CVP)
- Robert Gijs (CVP)
- Willy Calewaert (BSP)

- John Van den Eynden (BSP)
- Jos Wijninckx (BSP)

- Ferdinand Boey (PVV)
- Hector De Bruyne (Volksunie)

Verkozenen 1981:
- Rika De Backer (CVP)
- Frans Vanderborght (CVP)
- Paul Akkermans (CVP)

- Jos Wijninckx (SP)
- Ivonne Julliams (SP)
- Amedé De Baere (SP)

- Jaak Nutkewitz (PVV)
- Karel Poma (PVV)

- Marjet Van Puymbroeck (Agalev)
- Hector De Bruyne (Volksunie)

Ivonne Julliams werd opgevolgd door Jos De Bremaeker (SP)

Jaak Nutkewitz werd opgevolgd door Jozef Bosmans (PVV)

Rika De Backer werd opgevolgd door Herman Deleeck (CVP)
Verkozenen 1985:
- Frank Swaelen (CVP)
- Frans Vanderborght (CVP)
- Paul Akkermans (CVP)

- Jos Wijninckx (SP)
- Marcel Schoeters (SP)
- Jos De Bremaeker (SP)

- Jozef Bosmans (PVV)
- Jacky Buchmann (PVV)

- Marjet Van Puymbroeck (Agalev)
- Oktaaf Meyntjens (Volksunie)

Verkozenen 1987:
- Frank Swaelen (CVP)
- Herman Suykerbuyk (CVP)
- Ludo Dierickx (Agalev)

- Jos Wijninckx (SP)
- Marcel Schoeters (SP)
- Jos De Bremaeker (SP)

- Jacky Buchmann (PVV)
- Jozef Bosmans (PVV)

- Karel Dillen  (Vl.Blok)
- Oktaaf Meyntjens  (VU)

Jos Wijninckx werd opgevolgd door Isidore Egelmeers (SP)

Karel Dillen werd opgevolgd door Wim Verreycken (Vl.Blok)

Oktaaf Meyntjens werd opgevolgd door André De Beul (VU)
Verkozenen 1991:
- Frank Swaelen (CVP)
- Herman Suykerbuyk (CVP)
- Ludo Dierickx (Agalev)

- Marcel Bartholomeeussen (SP)
- Leona Detiège (SP)
- Jacky Buchmann (PVV)

- Hugo Schiltz (VU)
- Willy Goossens (ROSSEM)

- Wim Verreycken (Vl.Blok)
- Walter Peeters (Vl.Blok)

### Europese Verkiezingen
Tot en met 1994 werden voor het Europees Parlement de uitslagen vrijgegeven op het niveau van het arrondissement, de zetels werden toegekend op het niveau van het kiescollege. Vanaf de Europese verkiezingen van 1999 werden de uitslagen bekendgemaakt op het niveau van de provincies (zie kieskring Antwerpen).
| Partij of kartel    | Partij of kartel    | 1979   | 1984   | 1989   | 1994   |
| % Stemmen \| Zetels | % Stemmen \| Zetels | %      | %      | %      | %      |
| ------------------- | ------------------- | ------ | ------ | ------ | ------ |
|                     | CVP                 | 45,39  | 29,17  | 28,14  | 20,13  |
|                     | PVV1 / VLD2         | 11,371 | 11,751 | 13,351 | 15,022 |
|                     | BSP1 / SP2          | 24,291 | 28,182 | 19,002 | 16,832 |
|                     | VU                  | 9,56   | 12,75  | 5,98   | 5,43   |
|                     | AMADA1 / PVDA2      | 2,011  | 1,612  | 1,002  | 1,642  |
|                     | AGALEV              | 3,65   | 10,53  | 15,62  | 12,68  |
|                     | Vlaams Blok         | -      | 4,31   | 15,70  | 20,12  |
|                     | WOW                 | -      | -      | -      | 6,15   |
|                     | KPB                 | 1,75   | 0,97   | -      | -      |
|                     | Anderen(*)          | 1,98   | 0,73   | 1,2    | 1,99   |
| Opkomst             | Opkomst             | 91,10  | 91,14  | 89,87  | 89,26  |
| Blanco/ongeldig     | Blanco/ongeldig     | 8,75   | 9,11   | 6,11   | 6,00   |

(*) 1979: VVP (1,49%), RAL (0,49%) / 1984: SAP-RAL (0,73%) / 1989: REGEBO (1,2%) / 1994: BEB (0,70%), RGB (0,68%), NWP (0,61%)